# Albert Holway
Albert Robert Holway (né le 24 septembre 1902 à Toronto au Canada — mort le 20 novembre 1968 à Belleville) est un joueur professionnel canadien de hockey sur glace qui évoluait au poste de défenseur,.

## Biographie
Holway commence sa carrière professionnelle avec les St. Patricks de Toronto dans la Ligue nationale de hockey. réclamé au ballotage le 12 janvier 1926 par les Maroons de Montréal, il remporte avec eux la Coupe Stanley cette même saison.
Il est vendu aux Nationals de Stratford de la Canadian Professional Hockey League (Can-Pro) par les Maroons qui gardent cependant le droit de le rappeler. Il est à nouveau vendu, cette fois-ci aux Pirates de Pittsburgh le 30 septembre 1928. Il passe une seule et dernière saison dans la LNH avec les Pirates avant d'être vendu aux Panthers de London de la Ligue internationale de hockey.
Il passe six saisons dans la LIH, puis, après trois matchs dans sa septième saison, il rejoint les Seahawks de Seattle de la Pacific Coast Hockey League où il terminera sa carrière en 1937.

## Statistiques
| Saison     | Équipe                         | Ligue      |                            | Saison régulière           | Saison régulière           | Saison régulière           | Saison régulière           | Saison régulière           |                            | Séries éliminatoires       | Séries éliminatoires       | Séries éliminatoires       | Séries éliminatoires | Séries éliminatoires |
| Saison     | Équipe                         | Ligue      | PJ                         | B                          | A                          | Pts                        | Pun                        | PJ                         | B                          | A                          | Pts                        | Pun                        |                      |                      |
| 1917-1920  | Belleville Juniors             | OHA-Jr.    | Statistiques indisponibles | Statistiques indisponibles | Statistiques indisponibles | Statistiques indisponibles | Statistiques indisponibles | Statistiques indisponibles | Statistiques indisponibles | Statistiques indisponibles | Statistiques indisponibles | Statistiques indisponibles |                      |                      |
| 1920-1921  | Greyhounds de Sault Ste. Marie | NOHA       | 1                          | 0                          | 0                          | 0                          | 0                          |                            |                            |                            |                            |                            |                      |                      |
| 1920-1921  | Calumet Miners                 | NMHL       | Statistiques indisponibles | Statistiques indisponibles | Statistiques indisponibles | Statistiques indisponibles | Statistiques indisponibles | Statistiques indisponibles | Statistiques indisponibles | Statistiques indisponibles | Statistiques indisponibles | Statistiques indisponibles |                      |                      |
| 1923-1924  | Belleville Seniors             | OHA-Sr.    | Statistiques indisponibles | Statistiques indisponibles | Statistiques indisponibles | Statistiques indisponibles | Statistiques indisponibles | Statistiques indisponibles | Statistiques indisponibles | Statistiques indisponibles | Statistiques indisponibles | Statistiques indisponibles |                      |                      |
| 1923-1924  | St. Patricks de Toronto        | LNH        | 5                          | 1                          | 0                          | 1                          | 0                          |                            |                            |                            |                            |                            |                      |                      |
| 1924-1925  | St. Patricks de Toronto        | LNH        | 25                         | 2                          | 2                          | 4                          | 20                         | 2                          | 0                          | 0                          | 0                          | 0                          |                      |                      |
| 1925-1926  | St. Patricks de Toronto        | LNH        | 12                         | 0                          | 0                          | 0                          | 0                          |                            |                            |                            |                            |                            |                      |                      |
| 1925-1926  | Maroons de Montréal            | LNH        | 17                         | 0                          | 0                          | 0                          | 6                          | 6                          | 0                          | 0                          | 0                          | 0                          |                      |                      |
| 1926-1927  | Maroons de Montréal            | LNH        | 13                         | 0                          | 0                          | 0                          | 2                          |                            |                            |                            |                            |                            |                      |                      |
| 1926-1927  | Nationals de Stratford         | Can-Pro    | 20                         | 3                          | 3                          | 6                          | 16                         | 2                          | 1                          | 0                          | 1                          | 9                          |                      |                      |
| 1927-1928  | Nationals de Stratford         | Can-Pro    | 40                         | 3                          | 5                          | 8                          | 65                         | 5                          | 3                          | 0                          | 3                          | 11                         |                      |                      |
| 1928-1929  | Pirates de Pittsburgh          | LNH        | 40                         | 4                          | 0                          | 4                          | 20                         |                            |                            |                            |                            |                            |                      |                      |
| 1929-1930  | Panthers de London             | LIH        | 42                         | 8                          | 7                          | 15                         | 66                         | 2                          | 0                          | 0                          | 0                          | 2                          |                      |                      |
| 1930-1931  | Tecumsehs de London            | LIH        | 48                         | 9                          | 3                          | 12                         | 68                         |                            |                            |                            |                            |                            |                      |                      |
| 1931-1932  | Tecumsehs de London            | LIH        | 48                         | 4                          | 4                          | 8                          | 82                         | 6                          | 0                          | 0                          | 0                          | 26                         |                      |                      |
| 1932-1933  | Tecumsehs de London            | LIH        | 43                         | 2                          | 10                         | 12                         | 101                        | 6                          | 0                          | 1                          | 1                          | 6                          |                      |                      |
| 1933-1934  | Tecumsehs de London            | LIH        | 44                         | 3                          | 3                          | 6                          | 39                         | 6                          | 0                          | 0                          | 0                          | 2                          |                      |                      |
| 1934-1935  | Tecumsehs de London            | LIH        | 32                         | 2                          | 4                          | 6                          | 23                         | 5                          | 0                          | 0                          | 0                          | 6                          |                      |                      |
| 1935-1936  | Falcons de Cleveland           | LIH        | 48                         | 1                          | 1                          | 2                          | 31                         | 2                          | 0                          | 0                          | 0                          | 0                          |                      |                      |
| 1936-1937  | Barons de Cleveland            | IAHL       | 3                          | 0                          | 0                          | 0                          | 0                          |                            |                            |                            |                            |                            |                      |                      |
| 1936-1937  | Seahawks de Seattle            | PCHL       | 26                         | 0                          | 0                          | 0                          | 6                          |                            |                            |                            |                            |                            |                      |                      |
| Totaux LNH | Totaux LNH                     | Totaux LNH | 112                        | 7                          | 2                          | 9                          | 48                         | 6                          | 0                          | 0                          | 0                          | 0                          |                      |                      |